# 无助者之圣母圣殿

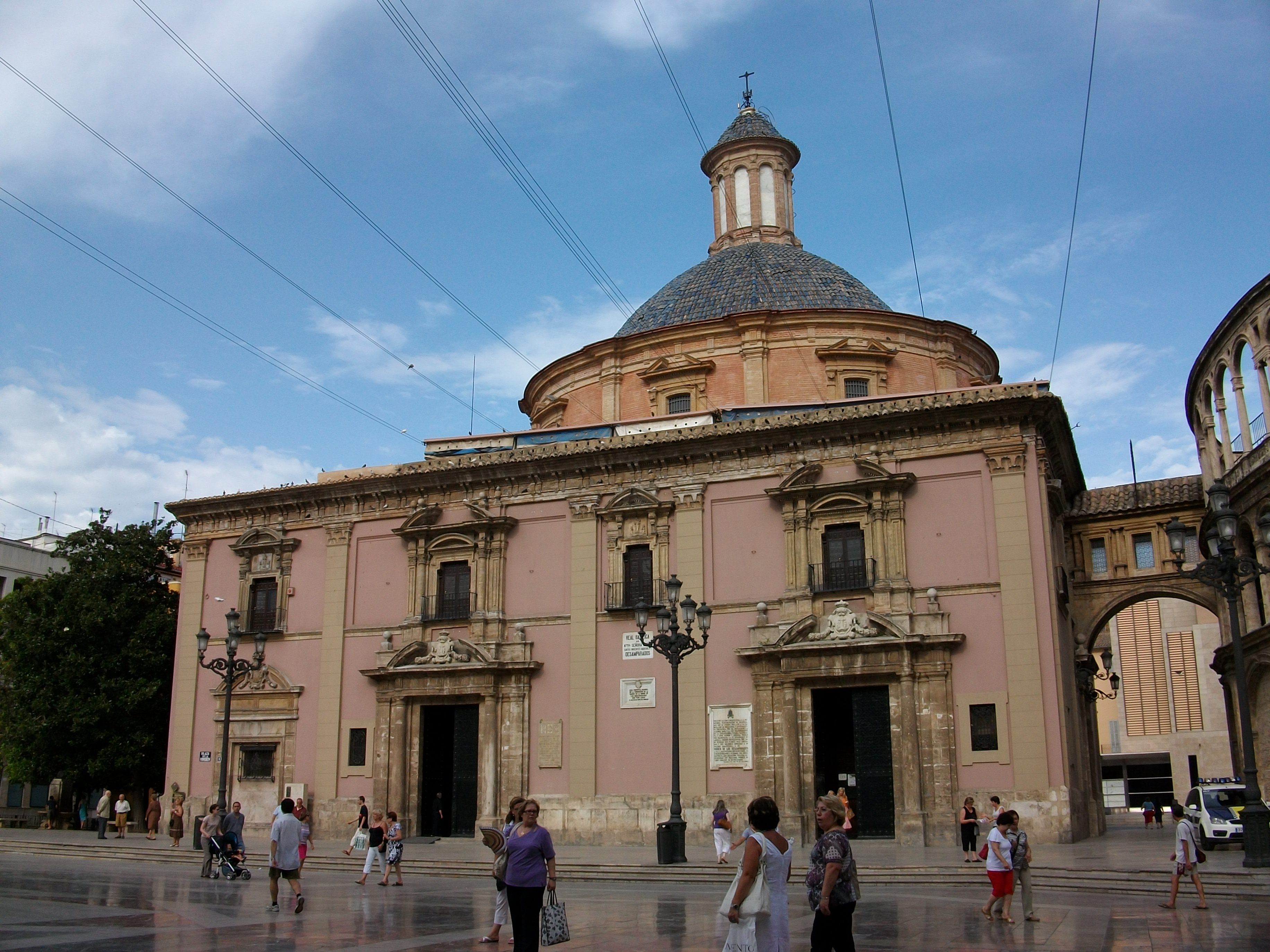
圣母广场

无助者之圣母圣殿（西班牙语：Basílica de la Virgen de los Desamparados）是一座坐落在西班牙巴伦西亚的罗马天主教宗座圣殿，供奉巴伦西亚城和昔日巴伦西亚王国的主保圣人无助者之圣母。
1948年4月21日，庇护十二世将该堂升格为宗座圣殿。

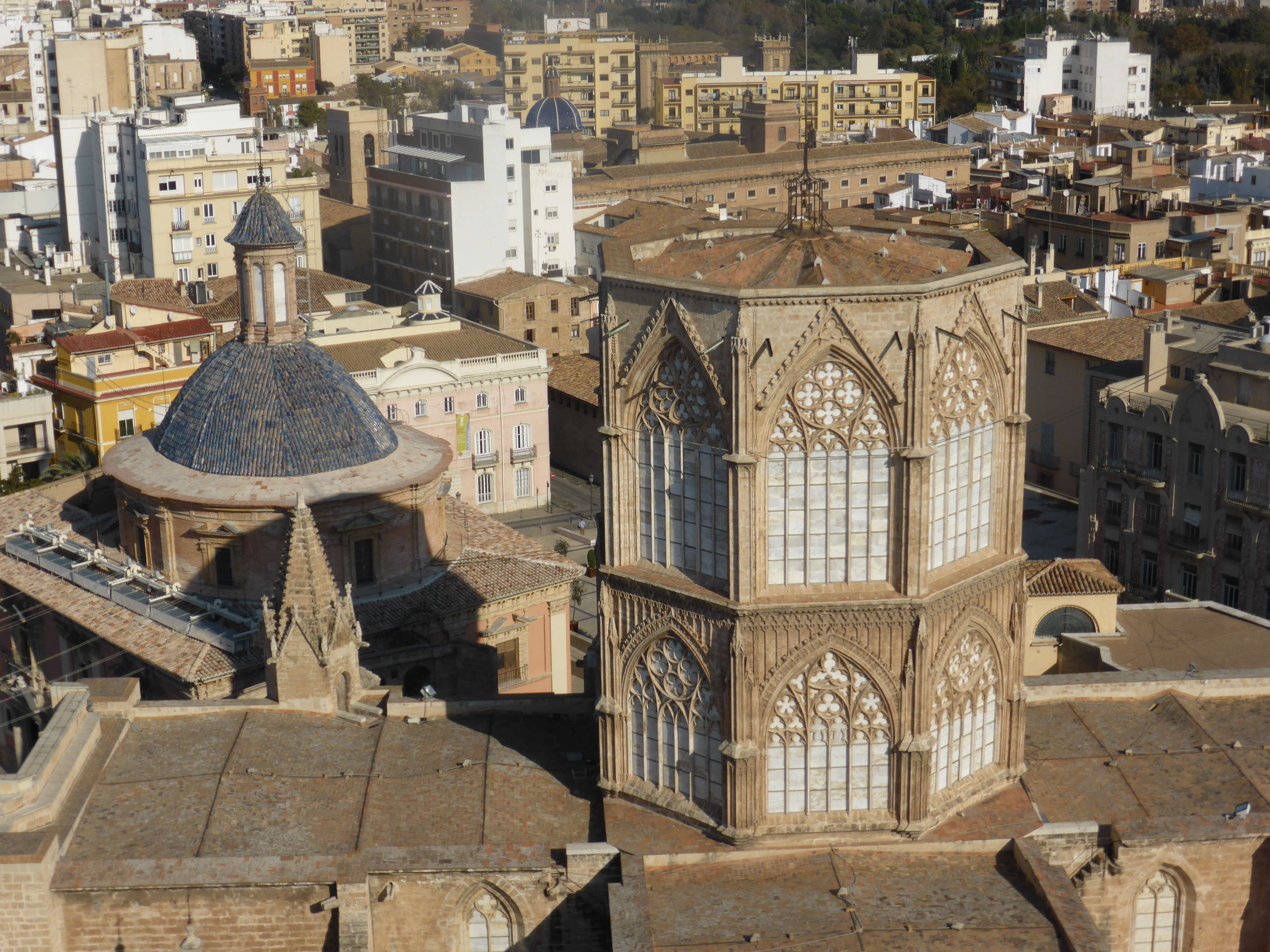
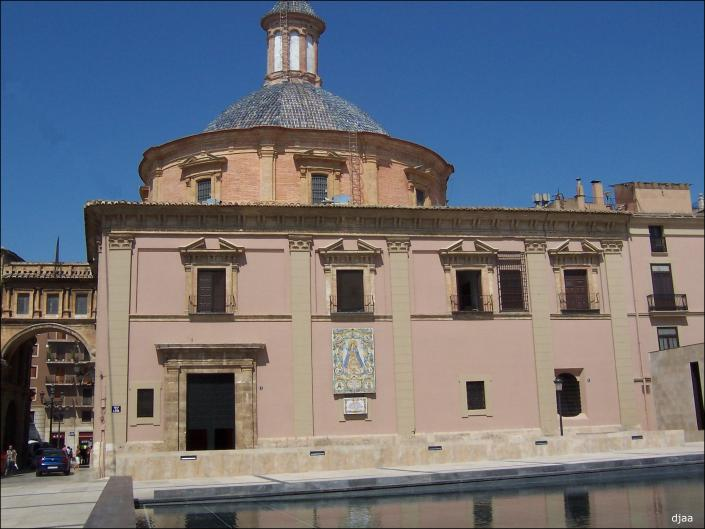
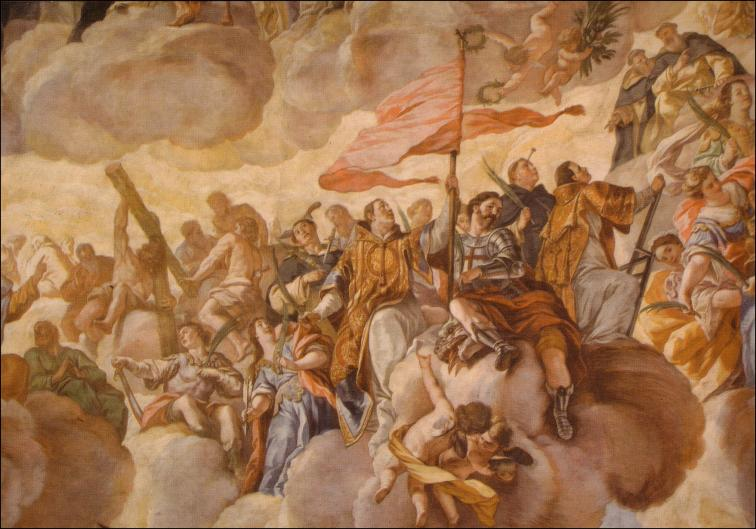
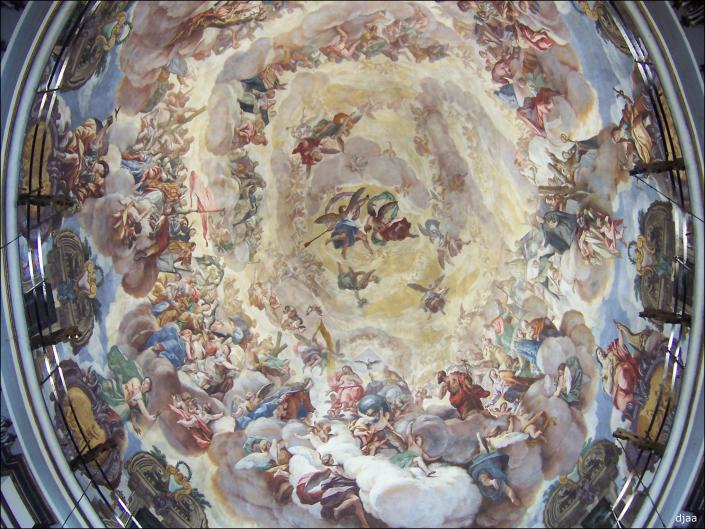
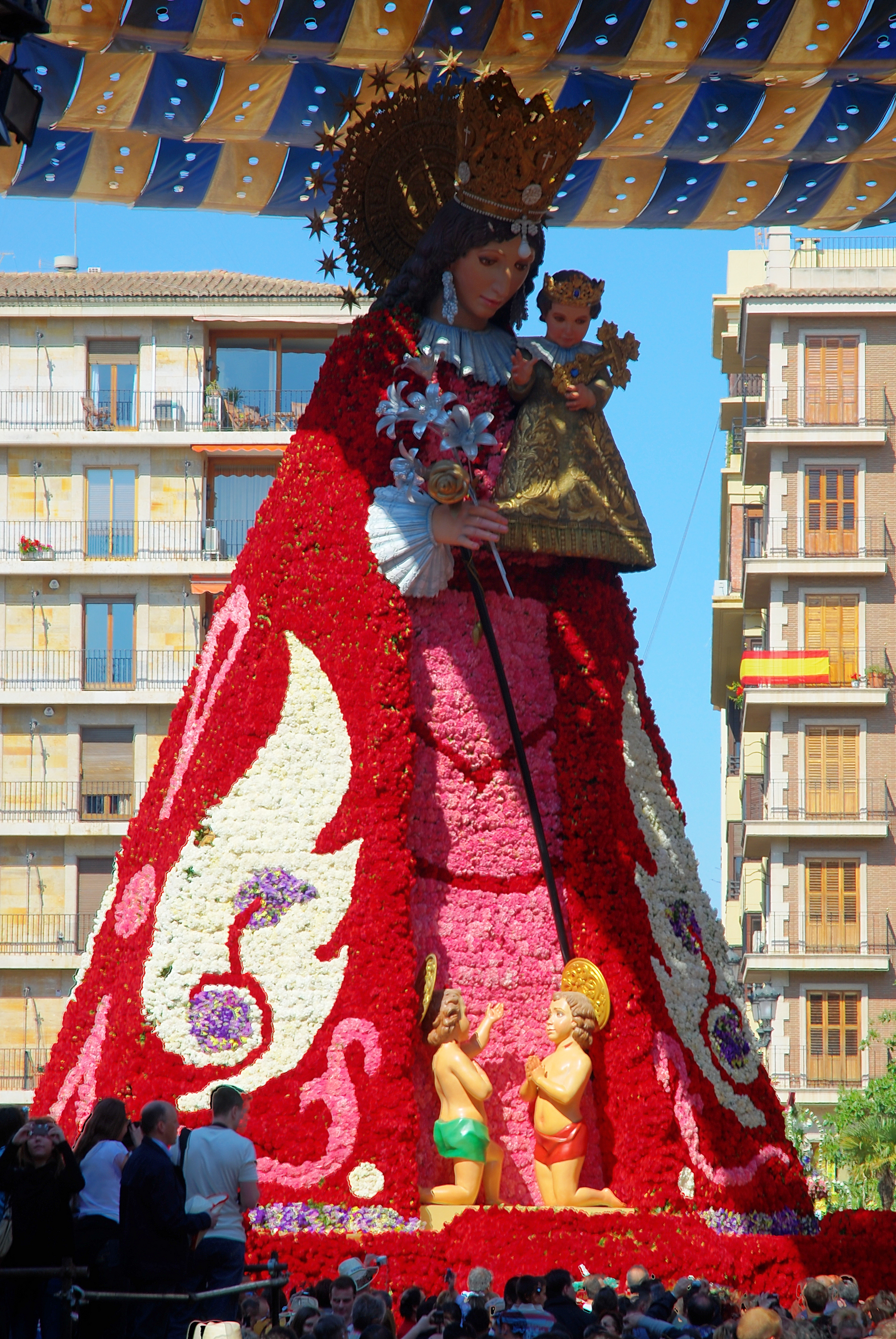